# Esfalerón
El esfalerón (en griego: σφαλερός "resbaladizo") se ha postulado para explicar la asimetría entre materia y antimateria, una de las cuestiones más interesantes que se pueden plantear en la relación entre física de partículas y cosmología.
Un esfalerón es un proceso raro de la interacción electrodébil en el modelo estándar de la física de partículas.  Este proceso convierte tres bariones en tres antileptones. Esto viola la conservación del número bariónico y del número leptónico, pero la diferencia B-L se conserva.
Un esfalerón es un tipo de instantón, y por tanto, una solución no perturbativa de la teoría. Esto significa que en condiciones normales es raramente observable. Sea como sea, los esfalerones podrían haber sido más comunes a altas temperaturas en el universo primitivo. En algunas teorías de la bariogénesis la asimetría en el número de leptones y antileptones en forma primera por la leptogénesis, y los esfalerones lo convierten en una asimetría en el número de bariones y antibariones.
En el modelo estándar de física de partículas se dan las tres condiciones necesarias para generar esta asimetría, es decir, violación de la conservación del número bariónico/número leptónico, violación de la simetría CP (carga eléctrica, paridad), y evolución cosmológica fuera del equilibrio térmico, sin embargo, lo anterior podría no explicar completamente la asimetría del universo, y habría que introducir una nueva física más allá del modelo estándar.
El mecanismo del esfalerón ilustra a menudo con el ejemplo de un columpio: a baja energía hace pequeñas oscilaciones, pero si la energía es suficientemente alta puede dar una vuelta completa. Por lo tanto el número de vueltas que han dado las cuerdas en la barra de suspensión del columpio (que correspondería al número bariónico) puede cambiar a alta energía, pero no a baja energía. La energía necesaria para llevar el sistema al estado inestable (por encima de la barra del columpio) representa la masa del esfalerón.
El esfalerón obtiene el tamaño {\displaystyle B-L}, pero perjudicó a {\displaystyle B+L} (B: barión L: leptón). Por lo tanto, también puede generar una bariogénesis a través de la leptogénesis